# Paskoal
Paskoal est un prénom masculin basque. 
L'équivalent du prénom Paskoal est « Pascual » en espagnol ou « Pascal » en français.

## Prénom
- Pour l'ensemble des articles sur les personnes portant ce prénom, consulter :
  - la liste des articles dont le titre commence par ce prénom
  - les listes produites par Wikidata : Liste des personnes de prénom « Paskoal » — même liste en incluant les éventuels prénoms composés qui contiennent « Paskoal ».